# Your Disco Needs You
»Your Disco Needs You« je pesem avstralske pop pevke Kylie Minogue z njenega sedmega glasbenega albuma, Light Years (2000). Pesem so napisali Kylie Minogue, Guy Chambers in Robbie Williams, producirala pa Guy Chambers in Steve Power. Glasbeno je pesem »Your Disco Needs You« tradicionalna disko pesem, njeno besedilo pa govori o moči disko glasbe. Pesem omenja tudi ikonično podobo strica Sama, imenovano »We Want You«. Pesem »Your Disco Needs You« so hvalili tako starejši kot sodobnejši glasbeni kritiki; nekateri so jo označili za najboljšo gejevsko himno vseh časov. Zaradi te pesmi se je Kylie Minogue tudi uveljavila kot »gejevska ikona«.
Ker so jo izdali le zunaj Združenega kraljestva, kar je razjezilo mnoge oboževalce Kylie Minogue, pesem ni požela veliko uspeha. Pesem je zasedla eno od prvih štiridesetih mest na avstralski, švicarski in nemški glasbeni lestvici. Uvrstila se je tudi na britansko glasbeno lestvico, kjer pa ni bila tako uspešna. Kylie Minogue je s pesmijo nastopila na svojih turnejah On a Night Like This Tour, Showgirl: The Greatest Hits Tour, KylieX2008 in nazadnje na turneji North American Tour 2009.

## Ozadje
Pesem so v začetku leta 2001 izdali kot peti singl z albuma, a le v nekaterih regijah. Napisali so jo Kylie Minogue, Guy Chambers in Robbie Williams, s katerim je Kylie Minogue sodelovala že pri pesmi »Kids«, tudi vključeni na album Light Years. Spremljevalne vokale sta posnela Tracy Ackerman in Robbie Williams.
Glasbeno je pesem »Your Disco Needs You« tradicionalna disko pesem. Verzija z albuma vključuje manj inštrumentalnih aranžmajev, večji poudarek pa je na ritmu bobnov. Verzija, izdana kot singl, ima hitrejši tempo. Besedilo pesmi govori o moči disko glasbe. Heather Phares s spletne strani Allmusic je pesem opisala kot pesem s »plesnim ritmom« in napisala, da je pesem za »plesno usmerjeno pesem« presenetljivo dobra. Novinar revije NME je pesem primerjal s pesmijo »Go West« glasbene skupine Pet Shop Boys.

### Britanska kontroverznost
Pesem so jo opisali kot najmanj kontroverzno pesem Kylie Minogue, ki je kot singl niso izdali tudi v Združenem kraljestvu. Kljub temu pa je pritegnila nekaj pozornosti: ker pesmi kot singl niso izdali tudi v Združenem kraljestvu, so bili mnogi oboževalci Kylie Minogue jezni in so priredili proteste v veži in pred založbo Kylie Minogue. Ko so izbirali pesem za četrti singl z albuma Light Years, so izbrali bolj latinsko pesem »Please Stay« in ne pri oboževalcih zelo priljubljene pesmi »Your Disco Needs You«, saj niso želeli, da bi se Kylie Minogue soočila s še več stereotipi. Po protestih je Almighty izdal svoj remix pesmi »Your Disco Needs You«, ki so jo nameravali v Združenem kraljestvu izdati kot singl, ki bi sledil pesmi »Please Stay«, vendar se je njena založba odločila, da bo pesem »Please Stay« zadnji singl z albuma, izdan v Združenem kraljestvu. Kljub temu pa je remix vključen na britanski CD s singlom »On a Night Like This«.

### Verzije v različnih jezikih
V originalno različico, izdano preko albuma, so bile vključene tudi štiri kitice v francoščini. V eni sami snemalni seji je Kylie Minogue posnela te kitice še v nemščini, španščini in japonščini.
Francoska različica: Vous n'êtes jamais seuls / Vous savez ce qu'il faut faire / Ne laissez pas tomber votre nation / La disco a besoin de vous!
Nemška različica: Du bist niemals allein / Du weisst was du tun musst / Lass dein Volk nicht im Stich / Deine Disco braucht dich!
Španska različica: Nunca estás sola / Sabes lo que tienes que hacer / No le falles a tu pueblo / ¡Tu discoteca te necesita!
Japonska različica: Anata wa keshite hitori ja nai / nani wo subeki ka sitte iru hazu / karera wo uragira nai de / Disco wa anata wo matte iru!
Slovenski prevod: Nikdar nisi sam / Veš, kaj moraš storiti / Ne razočaraj svoje države / Tvoj disko te potrebuje!

## Sprejem kritikov
Pesem »Your Disco Needs You« so glasbeni kritiki v glavnem hvalili. Heather Phares s spletne strani Allmusic je pesmi dodelila mešano oceno, saj ji je podelila tri od petih zvezdic. Dejala je: »Pesem 'Your Disco Needs You' je očarljiva in zabavna plesna pesem, ob kateri se, kljub temu, da se jo tako skriva, veliko bolj uživa kot ob marsi kateri drugi pesmi z albuma.« To je edina pesem z albuma Light Years, ki so jo ocenili pri spletni strani Allmusic. V oceni albuma Light Years (2000) je Chris True o pesmi napisal: »'Your Disco Needs You' je po vsej verjetnosti ena od najboljših plesnih pesmi iz devetdesetih. Najbrž je celo ena od najboljših plesnih pesmi od sedemdesetih [...].« Nick Levine iz revije Digital Spy je v svoji oceni pesmi napisal: »[In če] pesem 'Your Disco Needs You' na vašem obrazu ne pričara nasmeška, si morate poiskati novega psihiatra [...].« V oceni kompilacije Rainbow Love Boat je novinar s spletne strani Allmusic napisal, da je pesem »Your Disco Needs You« »načeloma zabavna, razburljiva pesem z ne preveč dobrim besedilom, ki pa na ta žanr ni imela velikega vpliva.«
Marca 2008 je spletna stran SameSame.com.au pesmi dodelila peto mesto na svojem seznamu »50 najbolj gejevskih pesmi vseh časov«.

## Dosežki na lestvicah
Pesem »Your Disco Needs You« komercialno ni bila preveč uspešna, saj so jo kot singl izdali le v Nemčiji in v omejeni izdaji v Avstraliji; glede na to, da so jo kot singl izdali le v eni državi, je bila pesem v Evropi precej uspešna. Debitirala je na dvajsetem mestu avstralske glasbene lestvice, s čimer je postala druga najvišje uvrščena pesem Kylie Minogue v prvem tednu od izida. Že naslednji teden je prodaja pesmi upadla in singl je na lestvici zasedel le petinštirideseto mesto. Pesem je debitirala na štiriinpetdesetem mestu švicarske lestvice, kjer je kasneje požela precej uspeha, saj je zasedla sedemindvajseto mesto in na lestvici ostala še sedemnajst tednov. Na avstrijski lestvici je pesem preživela le en teden; tamkaj je zasedla sedemdeseto mesto. Na nemški glasbeni lestvici, kjer je vsega skupaj ostala dvanajst tednov, je pesem zasedla enaintrideseto mesto.

## Videospot
Videospot za pesem »Your Disco Needs You« so leta 2000 posneli v Los Angelesu. Videospot ni bil vključen na nobenega od DVD-jev Kylie Minogue. Videospot se posveča predvsem diskotekam iz sedemdesetih. Kylie Minogue med videospotom gledalca vabi, da se ji pridruži pri plesanju. V videospotu pevka zamenja mnogo različnih oblek in frizur; večino so navdihnili kostumi ameriškega glasbenika Unclea Sama. Med drugim je imela oblečene obleko s črtami in zvezdami iz črnega usnja, obleko črno-belo črtasto obleko in usnjeno črno kapo.
Alternativni videospot je bil izdan tudi na nemškem trgu, le da so v ozadju predvajali klubski in radijski remix. Alternativni videospot je vključeval Kylie Minogue, ki je plesala v ozadju pred raznimi baloni, oblečeno pa je imela majico, ki jo je imela oblečeno že na naslovnici za CD s pesmijo »Your Disco Needs You«. Alternativno verzijo so posneli zato, ker sta bili tako Kylie Minogue kot založba Parlophone Records nezadovoljni z originalno različico videospota.

## Različice drugih ustvarjalcev
Leta 2007 je lastno različico pesmi posnela glasbena skupina Tru Calling, katere glavni pevec, Chris Tolley, je zapel večino vokalov, pesem pa so nameravali izdati leta 2008, vendar je nazadnje niso. Pesmi niso izdali predvsem zato, ker je založba skupine Tru Calling dejala, da bi lahko prišli v spor z založbo Kylie Minogue zaradi legalnosti pesmi.
Rusko-bolgarski pevec Philipp Kirkorov je posnel lastno različico pesmi, ki je imela enako melodijo, vendar drugačno besedilo, in jo izdal pod imenom »Моя песня« (»Moya Pesnya«).
Leta 2008 je glasbena skupina Almighty, ki je že prej, v sklopu promocije albuma Light Years, izdala remix pesmi, izdala album We Love Kylie, ki je vključeval največje dance-pop uspešnice Kylie Minogue. Ena od teh uspešnic je bila tudi pesem »Your Disco Needs You«, ki pa je bila dokaj podobna izvirniku; imela je le drugačne vokale.
Leta 2008 je pevec Randy Jones izdal lastno verzijo pesmi preko svojega albuma Ticket to the World. Randy Jones je bil eden od članov originalne zasedbe glasbene skupine Village People, ki je kasneje postal znan po tem, da je izdajal lastne različice pesmi drugih glasbenikov.

## Nastopi v živo
Kylie Minogue je leta 2001 s pesmijo nastopila na svoji turneji On a Night Like This Tour, leta 2005 na turneji Showgirl: The Greatest Hits Tour, 10. maja 2008 pa prvič tudi na koncertu v sklopu turneje KylieX2008 (v Frankfurtu), na kateri je od tistega dne dalje pesem izvajala redno. Pesem je izvedla tudi na svoji turneji North American Tour 2009.
Kylie Minogue je na željo oboževalcev nastopila na koncertu 5. marca 2011 v Münchnu v sklopu turneje Aphrodite Tour, kasneje pa še 28. marca 2011 v Glasgowu.

## Ostale verzije
| - Nemški CD s singlom 1 1. »Your Disco Needs You« (3:33) 2. »Your Disco Needs You« (različica Almightyjevega remixa) (3:29) 3. »Your Disco Needs You« (Almightyjev remix) (8:22) 4. »Your Disco Needs You« (nemška različica) (3:33) 5. »Password« (3:49) - Nemški CD s singlom 2 1. »Your Disco Needs You« (remix iz kazinojev) (3:38) 2. »Your Disco Needs You« (3:33) 3. »Your Disco Needs You« (Almightyjev remix) (8:22) 4. »Please Stay« (klubski remix) (6:33) | - Avstralski CD s singlom 1. »Your Disco Needs You« (3:33) 2. »Your Disco Needs You« (Almightyjev remix) (3:29) 3. »Your Disco Needs You« (različica Almightyjevega remixa) (8:22) 4. »Your Disco Needs You« (remix iz kazinojev) (3:38) 5. »Your Disco Needs You« (nemška verzija) (3:33) 6. »Password« (3:49) |

## Ostale uradne verzije in remixi
1. Različica z albuma (francoska različica) (3:33)
2. Nemška različica (3:33)
3. Španska različica (3:33)
4. Japonska različica (3:33)
5. Almightyjev remix/nemška verzija Almightyjevega remixa (3:29)
6. Almightyjev remix (8:22)
7. Almightyjev dodatni remix
8. Almightyjev remix iz leta 2008 (6:50)
9. Almighty 2008 Radio Edit
10. Klubski in radijski remix (3:38) [s to verzijo je Kylie Minogue nastopila na svoji turneji KylieX2008]
11. Klubski remix (6:15)

## Dosežki
| Lestvica (2001)                         | Dosežek |
| --------------------------------------- | ------- |
| Avstralija (ARIA)                       | 20      |
| Avstrija (Ö3 Austria Top 75)            | 70      |
| Nemčija (Media Control AG)              | 31      |
| Švica (Schweizer Hitparade)             | 27      |
| Združeno kraljestvo (UK Singles Charts) | 152     |